# Mister Supranational 2022
Mister Supranational 2022 foi a 6ª edição do concurso de beleza masculino de Mister Supranational, que contou com a participação de 34 candidatos ao título em 16 de julho de 2022 sob a transmissão da Polsat. A competição é comandada por Gerhard von Lipinski, da Nowa Scena, sob licença da World Beauty Association gerida por Marcela Lobón. O peruano Varo Vargas, Mister Supranational 2021, passou a faixa ao seu sucessor no final da cerimônia, que teve seu ápice no Parque Strzelecki, em Nowy Sącz, Polônia.

## Resultados

### Colocações
| Posição                                                 | País e Candidato |
| ------------------------------------------------------- | --- |
| Vencedor                                                | Cuba - Luis Daniel Gálvez |
| 2º. Lugar                                               | Indonésia - Matthew Gilbert |
| 3º. Lugar                                               | Grécia - Leonidas Amfilochios |
| 4º. Lugar                                               | México - Moisés Peñaloza |
| 5º. Lugar                                               | Porto Rico - Heriberto Rivera |
| Top 10 Semifinalistas (Em ordem final de classificação) | Vietnã - Bùi Xuân Đạt França - Pierre Bondon Brasil - Guilherme Werner El Salvador - Adrian Itzam Na Tailândia - Yo-Yo Muangmai |
| Top 20 Semifinalistas (Em ordem final de classificação) | Coreia do Sul - Han Jung Wan Argentina - Angel Olaya Bélgica - Yentl Van Hoorebeke Peru - Nicola Roberto Belmont Trindade e Tobago - Wynter Mason Espanha - Manuel Ndele Itália - Giuseppe Santagata Filipinas - Raed Al-Źghayer República Dominicana - Lewis Echavarría Venezuela - Anthony Gallardo |

### Prêmios Especiais
O concurso distribuiu os seguintes prêmios:
| Prêmio               | País e Candidato              |
| -------------------- | ----------------------------- |
| Mister Amizade       | Itália - Giuseppe Santagata   |
| Mister Fotogenia     | Porto Rico - Heriberto Rivera |
| Mister Personalidade | México - Moises Peñaloza      |
| Mister Melhor Corpo  | França - Pierre Bondon        |

### Ordem dos Anúncios
| 1. Coreia do Sul 2. México 3. Itália 4. Trindade e Tobago 5. Bélgica 6. Argentina 7. França 8. Porto Rico 9. Indonésia 10. Cuba 11. Espanha 12. Filipinas 13. Brasil 14. Grécia 15. Tailândia 16. El Salvador 17. República Dominicana 18. Peru 19. Vietnã 20. Venezuela | 1. El Salvador 2. Tailândia 3. Porto Rico 4. Cuba 5. Grécia 6. Brasil 7. México 8. Vietnã 9. Indonésia 10. França | 1. Indonésia 2. Cuba 3. Grécia 4. México 5. Porto Rico |  |  |

## Jurados
| Ajudaram a definir os semifinalistas: 1. Varo Vargas, Mister Supranational 2021; 2. Valeria Vasquez, Miss Supranational 2018; 3. Valentina Sánchez, Miss Venezuela Supranational 2021; 4. Eoanna Constanza, Miss República Dominicana Supranational 2021; 5. Andre Sleigh, diretor-creativo do Miss & Mister Supranational; 6. Gerhard Parzutka von Lipinski, presidente da Nowa Scena; 7. Anntonia Porsild, Miss Supranational 2019; 8. Chanique Rabe, Miss Supranational 2021; | Ajudaram a eleger o campeão: 1. Varo Vargas, Mister Supranational 2021; 2. Marcelina Zawadzka, Miss Polônia 2011; 3. Mateusz Nowogrodzki, da Jubiler Schubert; 4. Katarzyna Krzeszowska, Miss Polônia 2012; 5. Gerhard Parzutka von Lipinski, presidente da Nowa Scena; 6. Anntonia Porsild, Miss Supranational 2019; 7. Lalela Mswane, Miss Supranational 2022; 8. Magda Karwacka, apresentadora de TV; |

## Programação Musical
As músicas tocadas durante cada parte do concurso:
- Abertura: Maria (canção de West Side Story) de Leonard Bernstein e Stephen Sondheim.
- Introdução dos candidatos #1: As It Was de Harry Styles.
- Introdução dos candidatos #2: Stay de The Kid Laroi e Justin Bieber.
- Apresentação Musical #1: GoldenEye de Bono e The Edge por Justyna Steczkowska (ao vivo).
- Desfile em Traje de Banho #1 by Self Collection: Don't Worry de Madcon e Ray Dalton.
- Desfile em Traje de Banho #2 by Self Collection: Worth It de Gromee e ÁSDÍS.
- Apresentação Musical #2: 1944 de Jamala (ao vivo).
- Boys in Red Fashion Show: Tum tum taki ta tum tum ta ta tataki.
- Apresentação Musical #3: D.N.A. de Justyna Steczkowska (ao vivo).
- Top 20 Desfile em Traje Casual: Medley Songs (Alors on danse de Stromae) por Mike & Laurent (ao vivo)
- Apresentação Musical #4: We Are the Champions de Queen por Jamala (ao vivo).
- Top 10 Desfile em Traje de Gala: Hold My Hand de Lady Gaga por Aleksandra Szwed (ao vivo).

## Provas Classificatórias

### Classificação Automática ao Top 10

#### Supra Fan Vote
O candidato vencedor desta etapa garantiu uma vaga ao Top 10:
| Posição               | País e Candidato |
| --------------------- | --- |
| 1                     | Tailândia - Yo-Yo Muangmai |
| Top 10 Semifinalistas | Alemanha - Marco Bauer Argentina - Angel Olaya Cuba - Luis Daniel Gálvez Equador - Alberto Arroyo Estados Unidos - Keith Williams Haiti - Mendossa Désir Itália - Giuseppe Santagata Peru - Nicola Roberto Porto Rico - Heriberto Rivera |

### Classificação Automática ao Top 20

#### Supra Chat
O candidato avançou para a fase final do Supra Chat.
     O candidato participou desta etapa, mas desistiu da disputa.
| Grupo   | #1  | #2  | #3  | #4  | #5  | #6  |
| Grupo 1 | DEU | BEL | FRA | NLD | ITA | CZE |
| Grupo 2 | ARG | BRA | ECU | ESP | PAN | DOM |
| Grupo 3 | MLT | MUS | NAM | SVK | TTO | GRC |
| Grupo 4 | IDN | KHM | KOR | LAO | THA | VNM |
| Grupo 5 | PHL | HTI | NPL | POL | SLE | ZWE |
| Grupo 6 | PRI | USA | PER | MEX | CUB | SLV |
| ------- | --- | --- | --- | --- | --- | --- |

##### Supra Chat Finalists
O candidato vencedor desta etapa garantiu uma vaga ao Top 20:
| Posição               | País e Candidato |
| --------------------- | --- |
| 1                     | Coreia do Sul - Han Jung Wan |
| Top 11 Semifinalistas | Argentina - Angel Olaya Bélgica - Yentl Van Hoorebeke Cuba - Luis Daniel Gálvez Equador - Alberto Arroyo Itália - Giuseppe Santagata Malta - Ron Bonsfield Namíbia - Jean-Louis Knouwds Nepal - Sanish Shrestha Peru - Nicola Roberto Tailândia - Yo-Yo Muangmai |

#### Mister Supra Top Model
O candidato vencedor desta etapa garantiu uma vaga ao Top 20:
| Posição               | País e Candidato |
| --------------------- | --- |
| 1                     | México - Moisés Peñaloza |
| Finalistas            | Coreia do Sul - Han Jung Wan Cuba - Luis Daniel Galvez Espanha - Manuel Ndele Vietnã - Bùi Xuân Đạt                            |
| Top 10 Semifinalistas | Argentina - Angel Olaya Filipinas - Raed Al-Źghayer França - Pierre Bondon Peru - Nicola Roberto Porto Rico - Heriberto Rivera |

#### Supra Influencer Challenge
O candidato vencedor desta etapa garantiu uma vaga ao Top 20:
| Posição               | País e Candidato |
| --------------------- | --- |
| 1                     | Itália - Giuseppe Santagata |
| Top 10 Semifinalistas | Argentina - Angel Olaya Coreia do Sul - Han Jung Wan Equador - Alberto Arroyo Holanda - Fransel Meyers Indonésia - Matthew Gilbert Malta - Ron Bonsfield Namíbia - Jean-Louis Knouwds Nepal - Sanish Shrestha Tailândia - Yo-Yo Muangmai |

#### Supra Talent
O candidato vencedor desta etapa garantiu uma vaga ao Top 20:
| Posição               | País e Candidato |
| --------------------- | --- |
| 1                     | Nepal - Sanish Shrestha |
| Finalistas            | El Salvador - Adrian Itzam Na Haiti - Mendossa Désir Indonésia - Matthew Gilbert Tailândia - Yo-Yo Muangmai                         |
| Top 10 Semifinalistas | Coreia do Sul - Han Jung Wan Espanha - Manuel Ndele Laos - Tar Singsavanh México - Moisés Peñaloza Trindade e Tobago - Wynter Mason |

## Outras Premiações

### Supra Star Search Competition
O vencedor teve o direito de representar seu País na competição:
| Posição        | País e Candidato |
| -------------- | --- |
| 1              | Argentina - Angel Olaya                                                                                                  |
| 2              | África do Sul - Nkululeko Mbatha                                                                                         |
| 3              | Jordânia - Raed Al-Źghayer                                                                                               |
| Finalistas     | África do Sul - Meluleki Ndlela Portugal - Chris Gonçalves                                                               |
| Semifinalistas | Alemanha - Marco Bauer Costa Rica - Freddy Chacón Lesoto - Bokang Lepota Quênia - Lian Kamene Tanzânia - Acram Karama    |
| Classificados  | Congo - Guelord Mbala Congo - Hertany Kiala Congo - Jonathan Baheneka Marrocos - Soufian Korchi Paquistão - Zair Hamdani |

### Continental Winners
Os melhores candidatos colocados por continente (não incluindo Top 05):
| Continente     | País e Candidato                 |
| -------------- | -------------------------------- |
| África         | Namíbia - Jean Louis Knouwdes    |
| Américas       | Brasil - Guilherme Werner        |
| Ásia & Oceania | Vietnã - Bùi Xuân Đạt            |
| Caribe         | Trinidad e Tobago - Wynter Mason |
| Europa         | França - Pierre Bondon           |

## Candidatos
Competiram pelo título este ano, os seguintes candidatos:

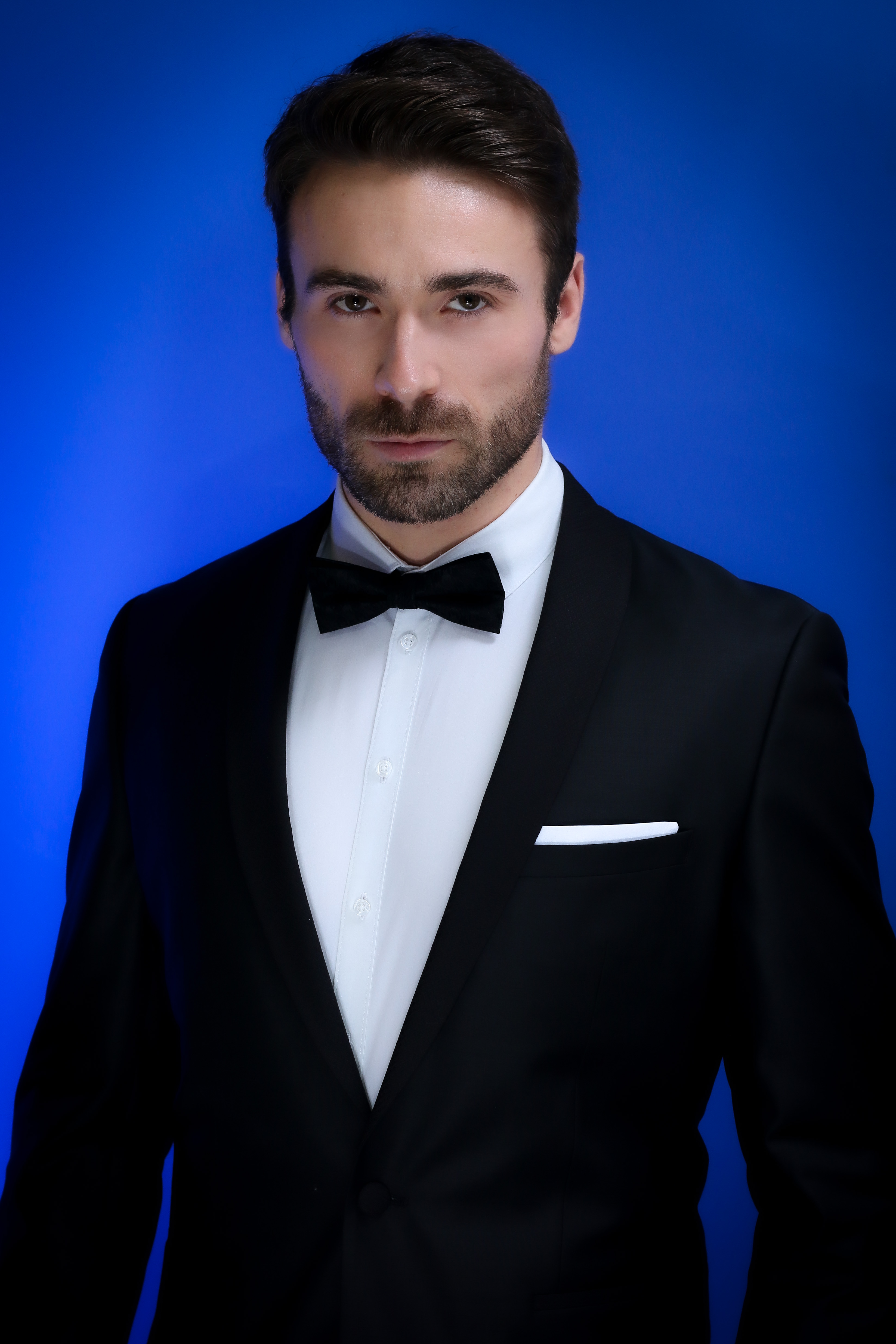
O representante da França este ano, Pierre Bondon (foto).

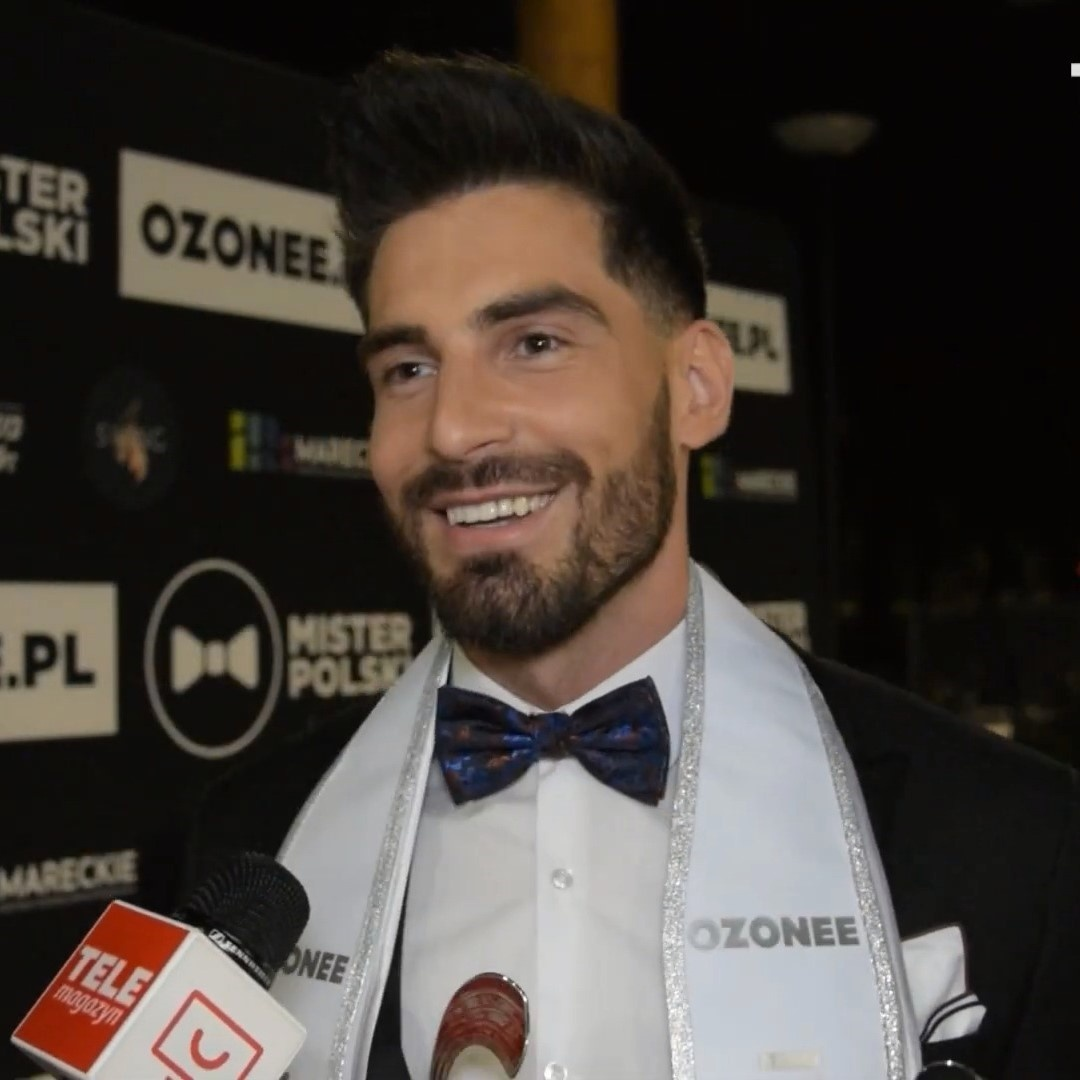
O anfitrião, Mister Polônia, Jakub Kowalewski (foto).

| País                 | Candidato            | Idade | Altura | Origem              | Ref.   |
| -------------------- | -------------------- | ----- | ------ | ------------------- | ------ |
| Alemanha             | Marco Bauer          | 34    | 1.75   | Bensheim            | [ 15 ] |
| Argentina            | Angel Olaya          | 26    | 1.78   | Buenos Aires        | [ 16 ] |
| Bélgica              | Yentl Van Hoorebeke  | 26    | 1.77   | Eeklo               | [ 17 ] |
| Brasil               | Guilherme Werner     | 27    | 1.81   | Mafra               | [ 18 ] |
| Camboja              | Lao Panha            | 22    | 1.78   | Siem Reap           | [ 19 ] |
| Coreia do Sul        | Han Jung Wan         | 24    | 1.82   | Namyangju           | [ 20 ] |
| Cuba                 | Luis Daniel Gálvez   | 27    | 1.85   | Havana              | [ 21 ] |
| El Salvador          | Adrian Itzam Na      | 25    | 1.85   | San Salvador        | [ 22 ] |
| Equador              | Alberto Arroyo       | 28    | 1.83   | Imbabura            | [ 23 ] |
| Espanha              | Manuel Ndele         | 25    | 1.93   | Azuqueca de Henares | [ 24 ] |
| Estados Unidos       | Keith Williams       | 31    | 1.80   | Buffalo             | [ 25 ] |
| Filipinas            | Raed Al-Źghayer      | 35    | 1.87   | Caloocan            | [ 26 ] |
| França               | Pierre Bondon        | 30    | 1.83   | Toulouse            | [ 27 ] |
| Grécia               | Leonidas Amfilochios | 23    | 1.90   | Atenas              | [ 28 ] |
| Haiti                | Mendossa Désir       | 26    | 1.83   | Pétion-Ville        | [ 29 ] |
| Holanda              | Fransel Meyers       | 26    | 1.80   | Roterdã             | [ 30 ] |
| Indonésia            | Matthew Gilbert      | 22    | 1.85   | Purwokerto          | [ 31 ] |
| Itália               | Giuseppe Santagata   | 28    | 1.82   | Alife               | [ 32 ] |
| Laos                 | Tar Singsavanh       | 24    | 1.84   | Vientiane           | [ 33 ] |
| Malta                | Ron Bonsfield        | 22    | 1.85   | Mġarr               | [ 34 ] |
| Maurício             | Jean-Laurent David   | 31    | 1.78   | Porto Luís          | [ 35 ] |
| México               | Moisés Peñaloza      | 30    | 1.85   | Tamaulipas          | [ 36 ] |
| Namibia              | Jean-Louis Knouwds   | 30    | 1.80   | Grootfontein        | [ 37 ] |
| Nepal                | Sanish Shrestha      | 23    | 1.80   | Janakpur            | [ 38 ] |
| Panamá               | Elvis Alexis Hildago | 22    | 1.88   | Veráguas            | [ 39 ] |
| Peru                 | Nicola Roberto       | 21    | 1.83   | Miraflores          | [ 40 ] |
| Polônia              | Jakub Kowalewski     | 26    | 1.82   | Szczecinek          | [ 41 ] |
| Porto Rico           | Heriberto Rivera     | 23    | 1.85   | Mayagüez            | [ 42 ] |
| República Checa      | Jiří Perout          | 23    | 1.80   | Brno                | [ 43 ] |
| República Dominicana | Lewis Echavarría     | 27    | 1.85   | Santo Domingo       | [ 44 ] |
| Tailândia            | Yo-Yo Muangmai       | 27    | 1.90   | Lampang             | [ 45 ] |
| Trindade e Tobago    | Wynter Mason         | 25    | 1.80   | Diego Martin        | [ 46 ] |
| Venezuela            | Anthony Gallardo     | 28    | 1.88   | Caracas             | [ 47 ] |
| Vietnã               | Bùi Xuân Đạt         | 26    | 1.84   | Hung Yen            | [ 48 ] |

## Informações

### Estatísticas
- Américas: 14. (Cerca de 41% do total de candidatos) [49]
- Europa: 10. (Cerca de 30% do total de candidatos) [50]
- Ásia: 8. (Cerca de 23% do total de candidatos)
- África: 2. (Cerca de 6% do total de candidatos)
- Oceania: 0. (Cerca de 0% do total de candidatos)

### Desistências
- Colômbia - Sebastián Melo[51]
- Eslováquia - Michal Hlinka[52][53]
- Marrocos - Korchi Soufian[54]
- Serra Leoa - Alhassan Dumbuya[55]
- Zimbabue - Tatenda Njanike[56]

### Substituições
- Equador - Sebastián Mora ► Alberto Arroyo
- República Dominicana - Ruddy Batista ► Lewis Echavarría[57]
- Venezuela - Jorge Eduardo Núñez[58] ► Anthony Gallardo[59]

### Retornaram
- Laos e  Vietnã
  - Competiram pela última vez na edição de 2019.
- Argentina e  Trindade e Tobago
  - Competiram pela última vez na edição de 2018.
- Alemanha
  - Competiu pela última vez na edição de 2017.

| - África do Sul - Aruba - Colômbia - Eslováquia - Índia - Macedônia do Norte - Marrocos - Romênia - Serra Leoa - Singapura - Togo | - Camboja - Cuba - El Salvador - Itália - Maurício - Namíbia |  |

### Candidatos em outros concursos
| Mister Model International - 2021: Argentina - Angel Olaya (6º. Lugar) - (Representando a Argentina em Punta Cana, na República Dominicana) Mister Asian International - 2019: Camboja - Lao Phana (Top 10) - (Representando o Camboja em Bancoque, na Tailândia) | Mister Tourism World - 2018: Malta - Ron Bonsfield (Top 16) - (Representando Malta em Roma, Itália) Mister Working Man International - 2019: Laos - Phimmasone Singsavanh (Top 10) - (Representando Laos em Bancoque, Tailândia) |

## Histórico

### Informações sobre os candidatos
| - Alemanha: O alemão Marco Bauer tem 32 anos e 1.75m de altura (sendo possivelmente o menor dos candidatos deste ano). Ele trabalha como gerente de vendas em uma empresa do segmento de higiene. Natural de Bensheim, ele é casado mas não tem filhos. - Argentina: Angel Olaya tem 26 anos de idade, nasceu na Colômbia e reside em Buenos Aires. Ele estuda Economia e ganhou o direito de representar seu País após vencer a etapa "Supra Star Search", que garante (sem custos) uma vaga na competição. - Bélgica: Nascido em Eeklo, Yentl Van Hoorebeke representa a Bélgica esse ano. Ele tem 26 anos e é formado em Educação Física e trabalha como modelo e personal trainer, além de ser habilitado para realizar Thai massagem. - Brasil: Guilherme Werner Wanzer tem 27 anos e 1.80m de altura, o catarinense é natural de Mafra e formou-se em Odontologia. Ele não atua na sua área de formação, dedica-se ao sonho de construir uma carreira no entretenimento, como ator e modelo. - Camboja: Comparado à Leonardo Di Caprio pelos apresentadores do seu concurso nacional, Lao Panha representará o Camboja. Ele é fanático por vôlei e praticante de Bokator a mais de 10 anos. Trabalha como modelo e comissário de bordo. - Coreia do Sul: Da província de Namyangju vem Han Jung Wan, modelo e estudante universitário de 22 anos e 1.82m de altura. Ele venceu o concurso nacional coreano para o Mister International, mas a organização resolveu indicá-lo para o Mister Supranational. - Cuba: Luis Daniel Galvez tem 27 anos e saiu de seu País natal aos 18, onde mudou-se para o México, mas atualmente reside em Miami. Ele trabalha como modelo em campanhas publicitárias locais. Ele venceu a competição realizada em Miami para representar seu País. - Equador: Da província de Imbabura vem Alberto Arroyo, a aposta do Equador pelo título inédito de beleza. Alberto foi indicado após a renúncia do indicado original, Sebastián Mora. Ele estuda Marketing e trabalha como modelo e personal trainer. - Espanha: De origem congolesa, Manuel Ndele tem 25 anos. Ele é formado em Farmácia e atua no ramo farmacêutico na área de controle de qualidade. Ele curiosamente foi eleito ano passado no dia do seu aniversário. Seu hobby preferido é tocar piano. - Estados Unidos: Eleito por concurso representando New Jersey, Keith A. Williams nasceu em Buffalo, estado de Nova Iorque. Ator, modelo e fotógrafo, Keith tem 31 anos completos e 1.80m de altura. Ele já participou do show Supermarket Sweep, no canal Hulu. - Filipinas: Raed Al-Źghayer tem 35 anos e nasceu em um ambiente multicultural: sua mãe é filipina e seu pai de Dubai. Por estar acima do peso quando criança, enfrentou o bullying na escola e também quando pré-adolescente. Ele é comissário de bordo e ator. | - França: Um dos mais velhos na busca pelo título, com 30 anos, Pierre Bondon nasceu em Toulouse e é formado em Mercado financeiro. Ele trabalha como analista de crédito de risco, atendimento ao cliente e gerente de agência bancária. - Grécia: Leonidas Amfilochios tem 23 anos, mora em Atenas e é formado e trabalha com clínica nutricional. O significado do seu nome é de origem antiga e significa "filho do leão". Ele tem um trabalho social com crianças sobre o cuidado com a alimentação. - Haiti: Eleito por casting nacional, Mendossa Désir tem 26 anos e vem de Pétion-Ville. Ele é formado em engenharia mecânica e atualmente cursa mestrado em administração comercial e industrial. Ele é praticante de artes marciais desde criança. - Holanda: Nascido em Curaçao, Fransel Meyers tem 26 anos e venceu o tradicional Mister Holland, sendo o primeiro negro a obter este feito. Ele trabalha como gerente na rede de fast food KFC e tem como hobbies: viajar e praticar softbol. - Indonésia: Matthew Gilbert de 22 anos é formado em educação física voltado para área esportiva. Nascido na ilha de Java, Gilbert trabalha como modelo e influenciador digital, além de cursar Administração na Universidade de Prasetiya Mulya. - Itália: Primeiro representante da Itália no concurso, Giuseppe Santagata tem 27 anos e vem da pequena Alife. Além de falar italiano, é fluente em inglês e espanhol. Ele é formado em direção de arte e reside na Irlanda onde trabalha como analista financeiro. - Laos: Tar Singsavanh de 24 anos é o representante de Laos pela primeira vez na história do certame. Ele vem da capital, Vientiane e é formado Universidade Nacional do Laos. Tar trabalha como mestre de cerimônias/apresentador e modelo. - Malta: Veterano em concursos de beleza, Ron Bonsfield tem 22 anos de idade e já representou seu País no Mister Tourism World em Roma. Ele trabalha como modelo e personal trainer, além de ter sua própria empresa "Mariano Fitness". - Maurício: Jean-Laurent David tem 31 anos e vem das ilhas Maurício. Ele trabalha como modelo e personal trainer, tendo se formado na Universidade de Nice, na França. Fanático por prática esportiva, também é habilitado como massagista esportivo. - México: Moisés Peñaloza tem 30 anos e vem da região de Tamaulipas. Além de modelo, trabalha como ator, apresentador e dançarino. Ele foi um dos dançarinos dentro do quadro Las Estrellas Bailan en Hoy no programa dominical Hoy da Televisa. - Namíbia: Jean-Louis Knouwds tem 30 anos e é radialista na rádio Kosmos 94.1, na Namíbia. Nascido em Grootfontein, Jean-Louis se formou com mérito em Artes e cursa mestrado na área, com a intenção de ser ator. Ele tem a avó como inspiração. | - Nepal: Eleito por concurso nacional, Sanish Shrestha foi eleito na noite do dia 28 de Maio em Katmandu. Além de ser frequentador assíduo de academia, o também modelo trabalha como fotógrafo profissional. Tem como hobby principal, tocar violão. - Panamá: Elvis Alexis Hidalgo de 22 anos é a aposta do Panamá para esta edição. Ele é formado em tecnologia médica e trabalha em uma clínica laboratorial em seu País, focado na área de Covid-19. Além disso, trabalha como modelo e pratica CrossFit. - Peru: Com apenas 21 anos, Nicola Roberto nasceu no distrito de Miraflores. Ele é formado em comunicação audiovisual e atualmente trabalha como modelo e cineasta. Apesar de ficar sempre atrás das câmeras, ele almeja a carreira de ator. - Polônia: Com quase 20 mil seguidores no Instagram, Jakub Kowalewski trabalha como modelo e influenciador digital. Apesar de residir em Varsóvia, ele nasceu na pequena Szczecinek. Tem como hobbies praticar musculação e viajar. - Porto Rico: Da pequena ilha do Caribe vem Heriberto Rivera, de 23 anos. O modelo é nascido em Mayagüez, é formado em administração e pratica basquete desde criança, devido a sua aptidão e altura. Ele faz parte da Liga Atlética Interuniversitaria de Puerto Rico. - República Checa: Vencedor do tradicional concurso "Muž Roku", Jiří Perout tem apenas 22 anos e vem da cidade de Brno. Formado em Administração, ele trabalha como consultor de negócios em uma startup. Tem como hobbies: viajar, ler e praticar esportes. - República Dominicana: Com 103 mil seguidores no Instagram, Lewis Echavarría tem 27 anos e representará a República Dominicana. Ele é corretor de seguros e de imóveis, ator e modelo. Ele já fez parte do reality show "The Courtship", transmitido pela NBC. - Tailândia: O modelo e ator Thinarupakorn Muangmai é o representante da Tailândia deste ano. Conhecido como "Yo-Yo" em suas redes sociais, ele tem 27 anos e 1.90m de altura e foi eleito por concurso, representando a cidade de Lampang. - Trindade e Tobago: A ilha caribenha retorna este ano após 2 anos com Wynter Mason, de 25 anos. Ele é formado em ciências contábeis, trabalha como modelo e consultor. Possui um projeto social chamado "Big Brother Project" voltado para a educação de crianças. - Venezuela: Anthony Gallardo nasceu em Caracas, tem 28 anos e 1.88 metros de altura. Ele ficou originalmente em segundo lugar na disputa de Mister Venezuela Supranational, mas assumiu após problemas com o passaporte do vencedor original. - Vietnã: Bùi Xuân Đạt, também conhecido como Đạt Kyo é o representante do Vietnã. De Hung Yen, Bùi é modelo, tem 26 anos e 1.84 de altura e já participou de diversos programas de TV no seu País, como por exemplo o Perfect Love Confession. |

## Transmissão
Estima-se que o certame seja transmitido simultaneamente para os seguintes países:
- Mundo - YouTube.
- Filipinas - CNN Philippines[84] & The Filipino Channel
- Gana - NET 2 Television
- Índia - Zoom TV
- Indonésia - Metro TV
- Nigéria - Silverbird TV
- Polônia - Polsat[85]
- Suriname - ATV
- Venezuela - Globovisión[86]